# Herbert Oehlschlägel
Herbert Oehlschlägel (geb. vor 1969) ist ein deutscher Fußballspieler.

## Karriere
Sein fußballerischer Werdegang begann 1969 bei TuS Eintracht Dortmund. Ab 1972 spielte er ein Jahr beim VFL Schwerte bis 1973. Danach wechselte er für ein weiteres Jahr zu Borussia Dortmund, bis er dann 1974 in die Schweiz zu den Young Fellows Zürich ging, wo er von 1974 bis 1976 spielte. Dort trug er mit 23 Ligatoren maßgeblich zum Wiederaufstieg des Vereins in die Nationalliga B bei.
Danach kehrte er nach Deutschland zurück, wo er sich Zweitliga-Absteiger DJK Gütersloh anschloss. Dann 1978 spielte Herbert Oehlschlägel noch zwei Jahre beim SC Verl. Nach einigen Jahren im westdeutschen Amateurfußball beendete er 1982 sein fußballerische Laufbahn.